# Rak płuca
Rak płuca – najczęstszy nowotwór złośliwy, na który umiera rocznie na całym świecie 1,6 mln osób. Jest jednym z najgorzej rokujących nowotworów. Stanowi on najczęstszą przyczynę zgonów z powodu raka u mężczyzn i jest na 2. miejscu pod tym względem u kobiet. Obecny stan wiedzy wskazuje na to, że największy wpływ na ryzyko zachorowania na raka płuca ma długotrwałe narażenie na wdychane karcynogeny, a zwłaszcza dym tytoniowy. Wydaje się, że w rzadkich przypadkach zachorowań na raka płuca u osób, które nigdy nie paliły tytoniu, do zachorowania dochodzi najczęściej przez połączenie czynników genetycznych oraz ekspozycji na bierne palenie. Poza tym radon oraz zanieczyszczenie powietrza także mają wpływ na powstawanie raka płuca.
Głównymi objawami choroby przy rozpoznaniu są: kaszel, duszność, ból w klatce piersiowej i krwioplucie. Podstawą rozpoznania jest ocena histopatologiczna pobranych wycinków guza, np. podczas bronchoskopii. Leczenie i rokowanie zależy od typu histologicznego raka oraz stopnia klinicznego zaawansowania i ogólnego stanu zdrowia pacjenta. W leczeniu stosuje się przede wszystkim metody operacyjne (wybrane postacie raka płuc) oraz leczenie ogólnoustrojowe (radioterapię i chemioterapię). Efekty leczenia raka płuca są niezadowalające i najważniejsze znaczenie w zmniejszeniu śmiertelności z jego powodu ma zwalczanie nałogu palenia tytoniu i innych zagrożeń środowiskowych, w tym reżimu BHP, np. podczas utylizacji azbestu.

## Epidemiologia

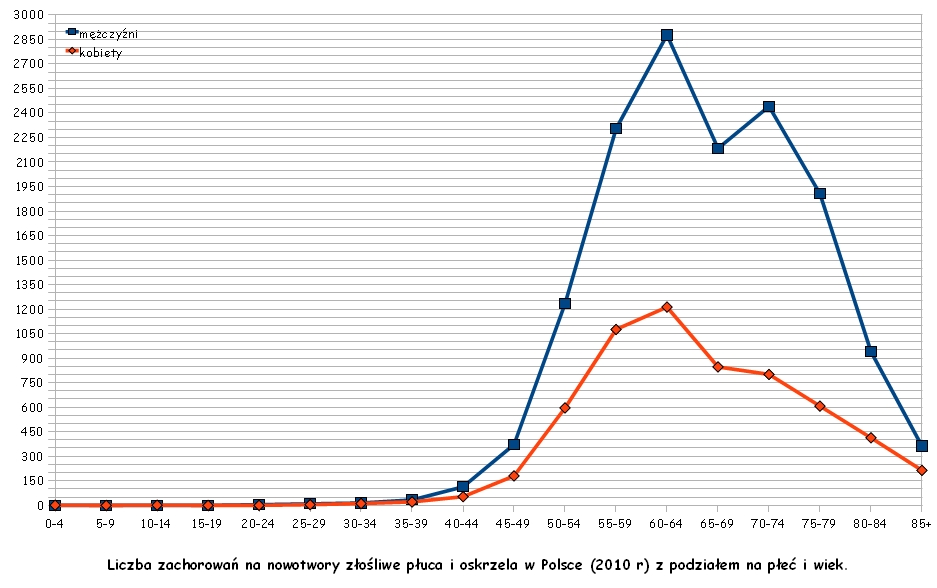
Liczba nowo odnotowanych przypadków nowotworów złośliwych płuca i oskrzela w Polsce w 2010 roku.

Jest najczęstszym nowotworem złośliwym w Polsce i na świecie. Według danych z 2002 roku zachorowania na raka płuca stanowią 12,3% wszystkich nowych przypadków raka w ciągu roku. Rak płuca występuje kilka razy częściej u mężczyzn niż u kobiet. W 2002 roku podawano, że rak płuca jest pierwszym pod względem umieralności z powodu chorób nowotworowych wśród mężczyzn i drugim wśród kobiet. Od połowy lat osiemdziesiątych XX wieku obserwuje się zahamowanie zachorowalności wśród mężczyzn. Wśród kobiet liczba zachorowań nadal rośnie. Najwięcej zachorowań na raka płuc występuje w wieku około 60-70 lat.
| Kraje europejskie o największej zachorowalności na raka płuc wśród mężczyzn i kobiet w 2000 roku (według: Lung Cancer In Europe, ENCR Cancer Fact Sheets, vol.1, Marzec 2002): |  |
| |  |

## Etiologia

### Palenie tytoniu
|           | 35-69 lat | 70 lat+ | Wszyscy |
| --------- | --------- | ------- | ------- |
| Mężczyźni | 93,9%     | 90,3%   | 92,5%   |
| Kobiety   | 68,8%     | 68,9%   | 68,8%   |
| Wszyscy   | 88,7%     | 84,3%   | 86,6%   |

Najbardziej znanym czynnikiem ryzyka zachorowania na raka płuc jest palenie tytoniu. Uważa się, że ponad 90% przypadków tej choroby związanych jest z kancerogennym działaniem dymu tytoniowego. Ryzyko zachorowania podnosi także palenie bierne. W dymie tytoniowym występuje ponad 3000 rakotwórczych substancji, należą do nich chlorek winylu, metan, chinolina, hydrazyna, alkaloidy, akroleina, węglowodory aromatyczne, metale ciężkie (np. kadm, ołów, nikiel, polon) oraz szereg różnorodnych amin, fenoli, alkoholi, estrów, eterów, aldehydów czy amidów. Ponadto w skład dymu wchodzą toksyczne gazy takie jak tlenek węgla, cyjanowodór, formaldehyd, amoniak, dwutlenek azotu. Głównymi kancerogenami są węglowodory aromatyczne (benzopiren, dibenzoantracen), które powodują mutacje antyonkogenu p-53. Ryzyko wystąpienia raka płuca jest zależne od liczby wypalanych papierosów w ciągu doby, a także od czasu trwania nałogu.

### Inne
Innym istotnym czynnikiem zwiększającym ryzyko zachorowania na raka płuca jest narażenie zawodowe na szkodliwe substancje m.in.
- azbest
- chrom
- arsen
- krzemionkę
- radon
- węglowodory aromatyczne, a szczególnie wielopierścieniowe węglowodory aromatyczne
- promieniowanie jonizujące

Znaczenie mają ponadto:
- zanieczyszczenie środowiska, a zwłaszcza powietrza[9][10][11][24][25]
- czynniki dziedziczne[26]

### Radon
Radon jest bezbarwnym i bezzapachowym gazem powstającym w wyniku rozpadu radioaktywnego radu, który z kolei jest produktem rozpadu uranu znajdującego się w skorupie ziemskiej. Produkty rozpadu promieniotwórczego jonizują materiał genetyczny, co wywołuje mutacje które czasami mogą doprowadzić do powstania nowotworu. Ekspozycja na radon jest po paleniu tytoniu drugim głównym czynnikiem sprawczym raka płuc.
Stężenia radonu wahają się miejscowo w zależności od składu miejscowej gleby i skał. Przykładowo w Kornwalii (w Wielkiej Brytanii), gdzie pod warstwą gleby występuje granit, radon jest poważnym problemem i budynki muszą być dobrze wentylowane, aby obniżyć stężenie radonu. Amerykańska Agencja Ochrony Środowiska (EPA) podaje, że jeden na 15 domów w USA ma podniesiony poziom radonu powyżej normy wyznaczonej na 4 pikokiury na litr (pCi/l). Stan Iowa ma najwyższe średnie stężenia radonu w Stanach Zjednoczonych. Wykonane tam badania wykazały o 50% większe ryzyko wystąpienia raka płuca przy dłuższej ekspozycji na aktywność promieniotwórczą ponad wyznaczone przez EPA 4 pCi/l.

### Azbest
Azbest może powodować różne choroby płuc, zwiększa także ryzyko raka płuc. Azbest i palenie papierosów działają synergistycznie w wywoływaniu raka płuca.
Azbest może także wywoływać nowotwór złośliwy opłucnej, zwany międzybłoniakiem opłucnej.
Niektóre badania naukowe wykluczają azbest chryzotylowy jako przyczynę zwiększenia śmiertelności z powodu raka płuc i międzybłoniaka opłucnej.

### Wirusy
Wirusy są znanymi czynnikami sprawczymi raka płuc u zwierząt, a niedawne badania sugerują podobny potencjał u ludzkich wirusów. Do podejrzewanych wirusów należą: ludzki wirus brodawczaka, wirus JC, simian virus 40 (SV40), wirus BK oraz cytomegalowirus.

## Patofizjologia
Podobnie jak w przypadku innych raków, rak płuca jest inicjowany przez aktywację onkogenów lub inaktywację genów supresorowych.
Onkogeny to jedne z genów odpowiedzialnych za powstanie nowotworu. Protoonkogeny przekształcają się w onkogeny w wyniku ekspozycji na określone karcynogeny. Mutacje protoonkogenu K-ras są odpowiedzialne za 20-30% niedrobnokomórkowych raków płuca.
Uszkodzenia chromosomów mogą doprowadzić do utraty heterozygotyczności. To z kolei może spowodować inaktywację genów supresorowych. Uszkodzone chromosomy 3p, 5q, 13q i 17p są szczególnie powszechne w raku drobnokomórkowym płuca. Gen supresorowy TP53, zlokalizowany na chromosomie 17p jest często nieprawidłowy (zmutowany).
Mutacje genów skutkują zmianami ekspresji białek takich jak: p53, Bcl-2 czy Bax, które to zmiany według niektórych autorów mają wpływ na rokowanie u chorych na raka płuca.
Z rakiem płuca jest powiązanych kilka polimorfizmów genetycznych. Dotyczą one m.in. genu kodującego interleukinę 1, cytochrom P450, promotory apoptozy, takie jak kaspaza-8. oraz cząsteczki naprawiające DNA, jak XRCC1. Ludzie posiadający pewne formy tych genów mają zwiększone ryzyko wystąpienia raka płuca po wystąpieniu ekspozycji na karcynogeny.

## Klasyfikacja
Rak płuca wywodzi się z nabłonka oskrzelowego.

### Podział histologiczny według WHO
| Częstość występowania nowotworów złośliwych płuca |              |
| Typ histologiczny                                 | Częstość (%) |
| Niedrobnokomórkowy rak płuca                      | 80,4         |
| Drobnokomórkowy rak płuca                         | 16,8         |
| Rakowiak                                          | 0,8          |
| Mięsak                                            | 0,1          |
| Nieokreślony rak płuca                            | 1,9          |

| Podtypy niedrobnokomórkowego raka płuc         |                                                |                                                                         |
| Podtyp histologiczny                           | Podtyp histologiczny                           | Częstość występowania pośród wszystkich nowotworów złośliwych płuca (%) |
| Rak płaskonabłonkowy płuca                     | Rak płaskonabłonkowy płuca                     | 31,1                                                                    |
| Gruczolakorak                                  | Gruczolakorak (nieokreślony)                   | 23,2                                                                    |
| Gruczolakorak                                  | Rak oskrzelikowo-pęcherzykowy                  | 3,0                                                                     |
| Gruczolakorak                                  | Rak gruczołowo-płaskonabłonkowy                | 1,2                                                                     |
| Gruczolakorak                                  | Gruczolakorak brodawkowaty                     | 0,7                                                                     |
| Gruczolakorak                                  | Rak mukoepidermoidny                           | 0,1                                                                     |
| Gruczolakorak                                  | Rak gruczołowy, torbielowaty                   | 0,04                                                                    |
| Gruczolakorak                                  | Inne określone gruczolakoraki                  | 1,1                                                                     |
| Rak wielkokomórkowy                            | Rak wielkokomórkowy                            | 10,7                                                                    |
| Rak olbrzymio- i wrzecionowatokomórkowy        | Rak olbrzymio- i wrzecionowatokomórkowy        | 0,4                                                                     |
| Inny/nieokreślony niedrobnokomórkowy rak płuca | Inny/nieokreślony niedrobnokomórkowy rak płuca | 8,9                                                                     |

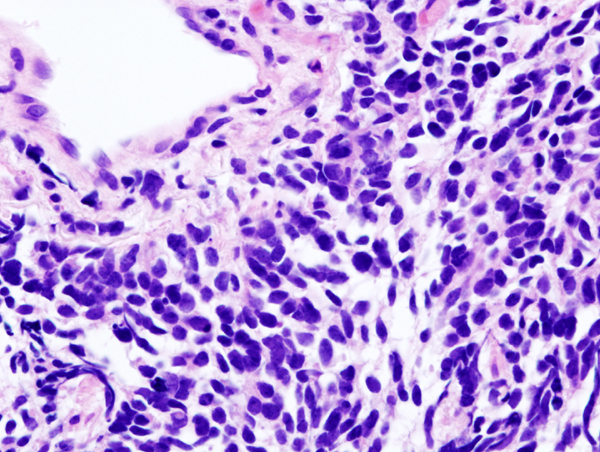
Obraz histopatologiczny drobnokomórkowego raka płuca – materiał biopsyjny

1. Rak płaskonabłonkowy brodawkowy, jasnokomórkowy, drobnokomórkowy, bazaloidny
2. Rak anaplastyczny drobnokomórkowy
  - mieszany
3. Rak gruczołowy
  - zrazikowy
  - brodawkowy
  - oskrzelikowo-pęcherzykowy
  - lity, z produkcją śluzu
  - mieszany + warianty:
    - wysokozróżnicowany płodowy
    - śluzowy
    - torbielowaty śluzowy
    - z komórek sygnetowatych
    - z komórek jasnych
4. Rak anaplastyczny wielokomórkowy + warianty:
  - neuroendokrynny
  - bazaloidny
  - typu lymphoepithelioma
  - z komórek jasnych
  - rabdoidny
5. Rak mieszany (gruczołowo-płaskonabłonkowy)
6. Rakowiak (typowy i atypowy)
7. Raki gruczołów oskrzelowych (śluzowo-naskórkowy, gruczołowo-torbielowaty i inne)
8. Inne typy

### Podział kliniczny
Klinicznie wyróżniamy dwa typy pierwotnych nowotworów złośliwych płuc:
1. Rak drobnokomórkowy (SCLC) – nienadający się do leczenia operacyjnego, nieco lepiej poddający się leczeniu chemicznemu i (lub) napromienianiu (około 17%[46] – 25%). Charakteryzuje się ponadto szybkim wzrostem i wczesnym tworzeniem przerzutów.
2. Rak niedrobnokomórkowy (NSCLC) – oporny na chemioterapię, natomiast nadający się do leczenia operacyjnego (około 75% – 80%[46]) i radioterapii.
  - Rak płaskonabłonkowy (SCC) (około 31%[46] – 40%, według Harrisona 29%[14])
  - Gruczolakorak (AC) (około 25% – 29%[46]), w tym rak pęcherzykowokomórkowy oskrzeli
  - Rak wielkokomórkowy (LCC) (około 10%[46])

### Przerzuty
Płuca są miejscem, gdzie często przerzutują nowotwory z innych części ciała. Można określić miejsce ich pochodzenia i dlatego przerzut raka sutka do płuca jest dalej nazywany rakiem sutka. Posiadają one charakterystyczny okrągły kształt na zdjęciach rentgenowskich.
Pierwotne nowotwory płuca najczęściej przerzutują do nadnerczy, wątroby, mózgu i kości.

## Ocena zaawansowania choroby

### Klasyfikacja TNM
Od 2010 roku międzynarodową klasyfikację TNM zaleca się stosować w ocenie stopnia zaawansowania zarówno niedrobnokomórkowego, jak i drobnokomórkowego raka płuca, a ponadto rakowiaków. W klasyfikacji tej bierze się pod uwagę cechy guza pierwotnego w płucu, obecność przerzutów w węzłach chłonnych oraz obecność przerzutów odległych. W poprzedniej wersji, obowiązującej do 2010 roku, klasyfikację tę stosowano jedynie do oceny zaawansowania raka niedrobnokomórkowego.
| guz pierwotny (cecha T)                             | guz pierwotny (cecha T) | guz pierwotny (cecha T) |
| --------------------------------------------------- | --- | --- |
| Tx                                                  | nie można ocenić pierwotnego guza lub guz stwierdzony na podstawie wykazania obecności komórek nowotworowych w ślinie albo popłuczynach oskrzelowych, ale nie uwidoczniony w badaniu bronchoskopowym lub radiologicznym | nie można ocenić pierwotnego guza lub guz stwierdzony na podstawie wykazania obecności komórek nowotworowych w ślinie albo popłuczynach oskrzelowych, ale nie uwidoczniony w badaniu bronchoskopowym lub radiologicznym |
| T0                                                  | brak cech guza pierwotnego | brak cech guza pierwotnego |
| Tis                                                 | rak przedinwazyjny (in situ) | rak przedinwazyjny (in situ) |
| T1                                                  | guz o największym wymiarze ≤ 3 cm, otoczony tkanką płuc lub opłucną trzewną, w bronchoskopii nie nacieka oskrzeli głównych | guz o największym wymiarze ≤ 3 cm, otoczony tkanką płuc lub opłucną trzewną, w bronchoskopii nie nacieka oskrzeli głównych |
| T1                                                  | T1a | największy wymiar guza ≤ 2 cm |
| T1                                                  | T1b | największy wymiar guza ≥ 2 cm i ≤ 3 cm |
| T2                                                  | guz posiadający jedną z cech: - największy wymiar > 3 cm i ≤ 7 cm - naciekający oskrzele główne w odległości ≥ 2 cm od ostrogi tchawicy - naciekający opłucną płucną - powodujący niedodmę lub zapalenie płuca wywołane przez obturację oskrzela i sięgające do wnęki płuca, lecz nie obejmujące go całego | guz posiadający jedną z cech: - największy wymiar > 3 cm i ≤ 7 cm - naciekający oskrzele główne w odległości ≥ 2 cm od ostrogi tchawicy - naciekający opłucną płucną - powodujący niedodmę lub zapalenie płuca wywołane przez obturację oskrzela i sięgające do wnęki płuca, lecz nie obejmujące go całego |
| T2                                                  | T2a | największy wymiar guza > 3 cm i ≤ 5 cm |
| T2                                                  | T2b | największy wymiar guza ≥ 5 cm i ≤ 7 cm |
| T3                                                  | gdy guz posiada jedną z cech: - największy wymiar guza > 7 cm - guz nacieka opłucną ścienną, w tym guz Pancoasta niezakwalifikowany do grupy z cechą T4, albo guz nacieka przeponę, nerw błędny, opłucną śródpiersiową bądź osierdzie - guz oskrzela głównego leżący w odległości < 2 cm od ostrogi tchawicy, ale jej nienaciekający - guz, któremu towarzyszy niedodma lub zapalenie całego płuca wywołane obturacją oskrzela - obecne jest odrębne ognisko/ogniska nowotworu w tym samym płacie płuca | gdy guz posiada jedną z cech: - największy wymiar guza > 7 cm - guz nacieka opłucną ścienną, w tym guz Pancoasta niezakwalifikowany do grupy z cechą T4, albo guz nacieka przeponę, nerw błędny, opłucną śródpiersiową bądź osierdzie - guz oskrzela głównego leżący w odległości < 2 cm od ostrogi tchawicy, ale jej nienaciekający - guz, któremu towarzyszy niedodma lub zapalenie całego płuca wywołane obturacją oskrzela - obecne jest odrębne ognisko/ogniska nowotworu w tym samym płacie płuca |
| T4                                                  | gdy występuje jedna z cech: - guz każdej wielkości naciekający śródpiersie, serce, duże naczynia, tchawicę i jej ostrogę, przełyk, trzon kręgu, nerw krtaniowy wsteczny - guz z obecnością innych odrębnych ognisk raka w innym płacie tego samego płuca | gdy występuje jedna z cech: - guz każdej wielkości naciekający śródpiersie, serce, duże naczynia, tchawicę i jej ostrogę, przełyk, trzon kręgu, nerw krtaniowy wsteczny - guz z obecnością innych odrębnych ognisk raka w innym płacie tego samego płuca |
| przerzuty do okolicznych węzłów chłonnych (cecha N) | | |
| Nx                                                  | ocena regionalnych węzłów chłonnych jest niemożliwa | ocena regionalnych węzłów chłonnych jest niemożliwa |
| N0                                                  | nie stwierdza się przerzutów do okolicznych węzłów chłonnych | nie stwierdza się przerzutów do okolicznych węzłów chłonnych |
| N1                                                  | przerzuty do węzłów okołooskrzelowych, wnękowych lub wewnątrzpłucnych po tej samej stronie co guz lub ich naciekanie | przerzuty do węzłów okołooskrzelowych, wnękowych lub wewnątrzpłucnych po tej samej stronie co guz lub ich naciekanie |
| N2                                                  | przerzuty do węzłów śródpiersiowych po stronie guza i węzłów pod ostrogą tchawicy | przerzuty do węzłów śródpiersiowych po stronie guza i węzłów pod ostrogą tchawicy |
| N3                                                  | gdy spełniona jest jedna z cech: - przerzuty do węzłów wnękowych lub śródpiersiowych po stronie przeciwnej niż guz - przerzuty do węzłów nadobojczykowych - przerzuty do węzłów chłonnych wzdłuż mięśni pochyłych po tej samej lub przeciwnej stronie co guz | gdy spełniona jest jedna z cech: - przerzuty do węzłów wnękowych lub śródpiersiowych po stronie przeciwnej niż guz - przerzuty do węzłów nadobojczykowych - przerzuty do węzłów chłonnych wzdłuż mięśni pochyłych po tej samej lub przeciwnej stronie co guz |
| przerzuty odległe (cecha M)                         | | |
| Mx                                                  | ocena obecności przerzutów odległych niemożliwa | ocena obecności przerzutów odległych niemożliwa |
| M0                                                  | nie stwierdza się przerzutów odległych | nie stwierdza się przerzutów odległych |
| M1                                                  | przerzuty odległe obecne | przerzuty odległe obecne |
| M1                                                  | M1a | odrębne ognisko nowotworu w przeciwległym płucu niż guz pierwotny, guzki opłucnowe lub nowotworowy wysięk w opłucnej albo osierdziu |
| M1                                                  | M1b | stwierdza się przerzuty odległe poza klatką piersiową |

### Stopień zaawansowania klinicznego niedrobnokomórkowego raka płuca
Stopień zaawansowania klinicznego (ang. staging) zależy od stopnia poszczególnych cech w klasyfikacji TNM i ma znaczenie w wyborze metody leczenia choroby, a szczególnie w kwalifikacji pacjenta do leczenia operacyjnego.
| stopień     | T              | N     | M |
| ----------- | -------------- | ----- | - |
| rak utajony | x              | 0     | 0 |
| 0           | is             | 0     | 0 |
| IA          | 1a, 1b         | 0     | 0 |
| IB          | 2a             | 0     | 0 |
| IIA         | 2b             | 0     | 0 |
| IIA         | 1a, 1b, 2a     | 1     | 0 |
| IIB         | 2b             | 1     | 0 |
| IIB         | 3              | 0     | 0 |
| IIIA        | 1a, 1b, 2a, 2b | 2     | 0 |
| IIIA        | 3              | 1, 2  | 0 |
| IIIA        | 4              | 0, 1  | 0 |
| IIIB        | 4              | 2     | 0 |
| IIIB        | każdy          | 3     | 0 |
| IV          | każdy          | każdy | 1 |

### Histologiczne stopnie złośliwości niedrobnokomórkowego raka płuca (ang.grading)
- GX – nie można ocenić stopnia zróżnicowania
- G1 – rak dobrze zróżnicowany
- G2 – rak średnio zróżnicowany
- G3 – rak słabo zróżnicowany
- G4 – rak niezróżnicowany

## Objawy

### Objawy podmiotowe
Objawy raka płuca pojawiają się często dopiero w zaawansowanym stadium choroby; w większości przypadków są to objawy niecharakterystyczne.
- Objawy związane z naciekaniem oskrzeli, tkanki płucnej i innych struktur klatki piersiowej
  - przewlekły kaszel (najczęstszy objaw)
  - duszność
  - ból w klatce piersiowej
  - krwioplucie
  - powtarzające się zapalenie płuc
  - zespół żyły głównej górnej
  - zespół Hornera (przy guzie Pancoasta)
  - zaburzenia rytmu serca (świadczą o naciekaniu serca)
  - chrypka (związana z naciekaniem nerwu krtaniowego wstecznego)

- Objawy przerzutów odległych
  - objawy przerzutów do kości – ból kości, złamania patologiczne
  - objawy przerzutów do mózgu – ból głowy, drgawki, zaburzenia równowagi, zaburzenia czucia, niedowłady, zaburzenia osobowości
  - objawy przerzutów do wątroby – ból brzucha, nudności, spadek masy ciała, żółtaczka

- Zespoły paraneoplastyczne (paranowotworowe)[57].
  - zespół Cushinga
  - zespół Schwartza-Barttera
  - hiperkalcemia
  - ginekomastia
  - wzrost stężenia kalcytoniny we krwi
  - zwiększone stężenie LSH i FH
  - hipoglikemia
  - nadczynność tarczycy
  - zespół rakowiaka
  - zapalenie wielomięśniowe i skórno-mięśniowe
  - toczeń rumieniowaty układowy
  - twardzina układowa
  - encefalopatia
  - zespół Lamberta-Eatona
  - osteodystrofia przerostowa (osteoartropatia przerostowa)
  - palce pałeczkowate
  - objaw Trousseau
  - DIC
  - niedokrwistość
  - kłębuszkowe zapalenie nerek
  - zespół nerczycowy

### Objawy wbadaniu przedmiotowym
- osłuchowe i opukowe cechy niedodmy, nacieku, płynu w jamie opłucnowej
- powiększenie węzłów chłonnych
- powiększenie wątroby
- nieprawidłowości w badaniu neurologicznym
- palce pałeczkowate
- cechy wyniszczenia

## Badania dodatkowe

Położony obwodowo guz płuca lewego w klasycznym radiogramie klatki piersiowej

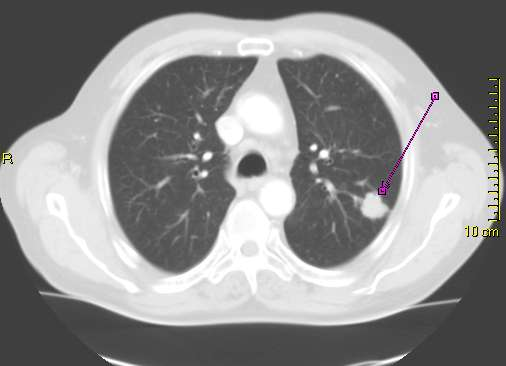
Powyższy guz w badaniu tomokomputerowym

### Diagnostyka obrazowa
W rozpoznawaniu i monitorowaniu przebiegu raka płuca wykorzystuje się następujące badania obrazowe:

#### BadanieRTGklatki piersiowej
Zmiany radiologiczne w raku płuca:
- cień okrągły w miąższu płuca
- niedodma
- powiększenie węzłów chłonnych wnęk lub śródpiersia
- obecność płynu w jamie opłucnowej
- przerzuty do kości i zmiany związane z bezpośrednim nacieczeniem kości przez guz
- uniesienie kopuły przepony po stronie guza związane z porażeniem nerwu przeponowego

Prawidłowy obraz RTG klatki piersiowej nie wyklucza raka płuca.

#### Tomografia komputerowaklatki piersiowej
- spiralna wielorzędowa tomografia komputerowa
- tomografia komputerowa sekwencyjna wysokiej rozdzielczości (HRCT) – badanie wykorzystywane tylko w ocenie śródmiąższu płuc

#### Pozytonowa tomografia emisyjna (PET i PET-CT)
Badanie szczególnie przydatne w:
- ocenie przerzutów do węzłów chłonnych śródpiersia,
- ocenie zasięgu nowotworu w ognisku niedodmy,
- poszukiwaniu przerzutów poza klatką piersiową,
- w kwalifikacji do leczenia operacyjnego,
- w określaniu obszaru napromieniania guza[58][59].

Istotnym problemem w wykorzystaniu badania jest zagadnienie interpretacji wyników PET, która będąc metodą bardzo czułą potrafi stwarzać problemy diagnostyczne (zdarzają się niekiedy wyniki fałszywie dodatnie). Ponadto ta metoda diagnostyczna obarczona jest wysokim kosztem.

### Bronchoskopia
Badanie bronchoskopowe umożliwia m.in.:
- ocenę zasięgu guza na ekranie monitora,
- pobranie wycinków do badań histopatologicznych,
- pobranie popłuczyn oskrzelowych do badania cytologicznego,
- wykonanie wewnątrzoskrzelowego badania ultrasonograficznego z biopsją okołooskrzelowych węzłów chłonnych.

### Badania morfologiczne
Badania te służą wykrywaniu komórek nowotworowych w różnego typu materiale tkankowym:
- plwocina,
- płyn z jamy opłucnej,
- materiał uzyskany z biopsji przezskórnej płuca,
- materiał uzyskany z biopsji wykonanych podczas badań endoskopowych (bronchoskopia, mediastinoskopia, wideotorakoskopia),
- materiał z biopsji obwodowych węzłów chłonnych.

Wykorzystanie badań morfologicznych ma też znaczenie w opracowaniu metod wczesnego wykrywania raka płuca. Prowadzone były między innymi badania, na podstawie których uznano, że wykazana metodami immunohistochemicznymi nadekspresja białka p-53 w ogniskach dysplazji, w materiale pobranym z nabłonka oskrzela w trakcie bronchoskopii, może być wykorzystywanym klinicznie markerem wczesnego raka.

### Badania laboratoryjne
Znaczenie tych badań w diagnostyce raka płuca jest niewielkie. Wykonuje się:
- podstawowe badania laboratoryjne takie jak: morfologia krwi z rozmazem, badanie aktywności transaminaz, badanie wydolności nerek, parametry stanu zapalnego np. CRP
- markery nowotworowe[62][63] (korzyści z tego badania są ograniczone)
  - CEA
  - NSE (w raku drobnokomórkowym)
  - SCC (w raku płaskonabłonkowym)
  - CYFRA21.1 (w raku płaskonabłonkowym)

## Leczenie

### Leczenie niedrobnokomórkowego raka płuca
Metoda leczenia zależy od:
- stopnia zaawansowania
  - stopień I i II – leczenie operacyjne i chemioterapia po operacji
  - stopień IIIA – leczenie operacyjne oraz ewentualnie chemioterapia lub radioterapia przed operacją
  - stopień IIIB – radioterapia ewentualnie połączona z chemioterapią
  - stopień IV – chemioterapia paliatywna lub leczenie objawowe
- wydolności narządów organizmu człowieka
- ogólnego stanu pacjenta

#### Leczenie operacyjne
Jest to podstawowa metoda terapii w stopniu I i II zaawansowania oraz w niektórych przypadkach stopnia IIIA (stopień ten stanowi tzw. granicę operacyjności, uważa się, że bardziej zaawansowane stadia choroby w zdecydowanej większości przypadków nie kwalifikują się już do leczenia chirurgicznego). Zabieg operacyjny polega na doszczętnej resekcji guza wraz z otaczającym miąższem płucnym. Wyróżnia się zabiegi operacyjne o różnym zakresie:
- lobektomia – usunięcie płata płuca (najczęstszy zabieg),
- pneumonektomia – usunięcie całego płuca,
- segmentektomia – usunięcie segmentu płuca (wykonywana najrzadziej, głównie u chorych z guzem w stopniu T1 lub T2 i jednocześnie N0).

Ocena stopnia doszczętności resekcji:
- R0 – doszczętność makroskopowa oraz mikroskopowa
- R1 – brak doszczętności w badaniu mikroskopowym
- R2 – brak doszczętności w badaniu makroskopowym

Doszczętność makroskopowa oznacza pewność co do usunięcia całego guza na podstawie oceny dokonanej za pomocą wzroku. Oceny tej dokonuje chirurg w czasie operacji lub patomorfolog podczas wstępnego oglądania materiału operacyjnego. Natomiast doszczętność mikroskopowa oznacza brak stwierdzenia komórek nowotworowych w badaniu histopatologicznym w linii wycięcia usuniętej tkanki z zachowaniem odpowiedniego marginesu tkanki zdrowej między nowotworem a linią cięcia.

#### Radioterapia
Metoda leczenia u chorych niezakwalifikowanych z różnych względów do operacji. Stosuje się radioterapię radykalną, której celem jest całkowite zniszczenie komórek nowotworowych oraz radioterapię paliatywną służącą zmniejszeniu wymiarów guza, a przez to poprawie komfortu życia pacjenta przez zmniejszenie nasilenia dolegliwości.
Zastosowanie w leczeniu niedrobnokomórkowego raka płuca mają następujące typy radioterapii radykalnej:
- teleradioterapia z zastosowaniem dodatkowych metod
  - radioterapia konformalna – polega na dopasowaniu za pomocą specjalnych programów komputerowych obszaru napromieniania do kształtu i położenia guza
  - hiperfrakcjonowanie – podawanie kilku dawek promieniowania w ciągu doby
- brachyterapia

#### Chemioterapia
Leki stosowane w monoterapii lub leczeniu skojarzonym raka płuca to między innymi: cisplatyna, karboplatyna, mitomycyna, ifosfamid, winblastyna, erlotynib.
Chemioterapeutyki nowej generacji stosowane w leczeniu niedrobnokomórkowego raka płuca to taksany (paklitaksel oraz docetaksel), winorelbina i gemcytabina. Stosowane nawet w monoterapii wykazują większą siłę działania niż leki starsze podawane w skojarzonych schematach leczenia. Winorelbina oraz gemcytabina są ponadto lepiej tolerowane przez pacjentów. Uważa się, że wzrost skuteczności nowoczesnych leków może wiązać się nie tylko z ich właściwościami, ale również z możliwością indywidualnego doboru programu leczenia w zależności od oceny czynników molekularnych, lepszą niż w przeszłości diagnostyką, dobrym leczeniem wspomagającym.

#### Leczenie skojarzone
Łączy się chemioterapię z radioterapią co wydłuża przeżycie, ale zwiększa toksyczność leczenia. Chemioterapię lub radioterapię można również łączyć z leczeniem operacyjnym.
Pewne nadzieje są wiązane z uzupełnieniem chemioterapii zastosowaniem zmiennego pola elektrycznego (ang. tumor-treating fields)
W maju 2018 roku w ramach aktualizacji listy leków refundowanych przez Narodowy Fundusz Zdrowia polscy pacjenci zyskali dostęp w ramach programu lekowego do leczenia immunoterapią (niwolumab, pembrolizumab) zaawansowanego niedrobnokomórkowego raka płuca.

#### Inne metody terapii
- laseroterapia
- krioterapia
- fototerapia
- immunoterapia nowotworów

#### Leczenie przerzutów
- przerzuty do kości – napromienianie okolicy guza przerzutowego
- przerzuty do mózgu – naświetlanie lub leczenie neurochirurgiczne
- zespół żyły głównej górnej – radioterapia
- rozsiew nowotworu do wielu narządów drogą krwi – chemioterapia

W każdym przypadku należy pamiętać o stosowaniu leków przeciwbólowych zgodnie z zasadami leczenia bólu nowotworowego.

### Leczenie drobnokomórkowego raka płuca
Podstawą leczenia tej najbardziej agresywnej postaci raka płuca jest chemioterapia. Najczęściej stosuje się następujące, silnie działające cytostatyki: cisplatyna, etopozyd, cyklofosfamid, doksorubicyna, winkrystyna. Ważną rolę odgrywa lek pomocniczy – ondansetron, który hamując odruchy wymiotne poprawia komfort chorego. W wielu przypadkach konieczne jest podanie czynnika wzrostu granulocytów, celem zwalczenia neutropenii. Chemioterapeutyki zwykle podaje się w skojarzeniu przez kilka miesięcy. Pomimo dobrej odpowiedzi na leczenie rokowanie jest poważne. Wiąże się to ze znacznym stopniem złośliwości nowotworu i działaniem ubocznym cytostatyków, szczególnie ich mielotoksyczności.
Istnieją hipotezy o możliwym, korzystnym wpływie heparyny drobnocząsteczkowej u chorych na drobnokomórkowego raka płuca, przyjmujące taką biologiczną przesłankę, że te leki mogą mieć większą skuteczność przeciwnowotworową w zakresie hamowania angiogenezy i szerzenia się nowotworu na wcześniejszych etapach choroby.

Oceny skuteczności chemioterapii dokonuje się za pomocą systemu RECIST wyróżniając remisję całkowitą, częściową, stabilizację lub progresję choroby:
- remisja całkowita – ustąpienie wszystkich zmian nowotworowych,
- remisja częściowa – zmniejszenie wymiarów wszystkich zmian nowotworowych o ≥ 30% przez ≥ niż 4 tygodnie,
- progresja – powiększenie się przynajmniej jednej zmiany o > 20% lub pojawienie się nowej zmiany,
- stabilizacja – wszystkie pozostałe przypadki.

#### Leczenie postaci ograniczonej
- chemioterapia
- napromienianie ogniska pierwotnego nowotworu wraz z regionalnymi węzłami chłonnymi
- leczenie skojarzone: chemioterapia i radioterapia
- profilaktyczne napromienianie mózgu w przypadku remisji całkowitej

#### Leczenie postaci rozsianej
Stosuje się chemioterapię paliatywną, o ile nie ma przeciwwskazań.

## Rokowanie
Rak płuca jest nowotworem rokującym źle. Wynika to głównie z powodu wykrycia choroby w zaawansowanym stadium i dużej złośliwości samego nowotworu. Odsetek przeżyć 5-letnich jest niższy niż 10%. W przypadku raka niedrobnokomórkowego za jedyną, dającą szansę na całkowite wyleczenie metodę terapii, uznaje się prawidłowo przeprowadzony zabieg operacyjny. W stopniu I odsetek 5-letnich przeżyć wśród pacjentów operowanych sięga 70%, ale chorzy z tak niskim stopniem zaawansowania choroby stanowią mniejszość. W stopniu IIIA (granica operacyjności) wspomniany odsetek wynosi maksymalnie 30%. W stopniu IV przeżycia 5-letnie się nie zdarzają. Rak drobnokomórkowy od samego początku rokuje bardzo źle, 5 lat przeżywa około 2% chorych. Nawet w przypadku pomyślnego rokowania skutkiem agresywnego leczenia jest poważne upośledzenie wydolności organizmu, co rodzi niepełnosprawność i niezdolność do pracy.

## Profilaktyka

### Profilaktyka pierwotna
Profilaktyka pierwotna polega na wszelkich działaniach, które zapobiegają rozwojowi raka płuca. Zwalczanie raka płuca na szeroką skalę przez politykę zdrowotną państw i organizacji o zasięgu ponadnarodowym polega przede wszystkim na zwalczaniu palenia tytoniu i narażania na działanie dymu tytoniowego (palenie bierne) w środowisku pracy i w miejscach publicznych. Jedną z metod walki z nikotynizmem jest ograniczenie, bądź też zakaz reklamy wyrobów tytoniowych obowiązujący między innymi w Unii Europejskiej. Zakaz reklamy oraz obowiązek umieszczania napisów ostrzegawczych na opakowaniach wyrobów tytoniowych reguluje również obowiązująca od 27 lutego 2005 roku Ramowa Konwencja o Ograniczaniu Zdrowotnych Następstw Palenia Tytoniu (ang. Framework Convention on Tobacco Control – FCTC) przygotowana przez Światową Organizację Zdrowia. Niektóre kraje, w tym i kraje UE wprowadzają coraz bardziej ostre restrykcje związane z paleniem w miejscach publicznych (np. puby i restauracje).
Do działań mających na celu ograniczenie liczby zachorowań na nowotwory płuc należy również zakaz produkcji wyrobów z azbestu oraz usuwanie ze środowiska wytworzonych w przeszłości. W Polsce działania takie prowadzone są na podstawie ustawy z dnia 19 czerwca 1997 roku o zakazie stosowania wyrobów zawierających azbest oraz uchwały Rady Ministrów RP z dnia 14 lipca 2009 w sprawie sposobów bezpiecznego użytkowania oraz warunków usuwania wyrobów zawierających azbest.

### Profilaktyka wtórna, screening
Są to wszelkie działania polegające na wykrywaniu wczesnych stadiów nowotworu u osób zdrowych, bez objawów:
- okresowe badania rtg klatki piersiowej
- okresowe badania TK klatki piersiowej
- cytologiczne badanie plwociny.

W badaniu naukowym z 2006 przeprowadzonym przez Presbyterian Hospital i Weill Medical College z Cornell University w Nowym Jorku wykazano przydatność wykonywania przesiewowych badań profilaktycznych
za pomocą spiralnej tomografii komputerowej o niskiej dawce promieniowania. Badanie to wykazało, że wykonywanie tego typu badań screeningowych jest tak samo lub bardziej uzasadnione jak wykonywanie mammografii piersi w celu wykrywania raka sutka.

## Historia
Rak płuca był bardzo rzadki przed pojawieniem się palenia papierosów. W 1878 raki płuc stanowiły 1% wszystkich nowotworów złośliwych, jakie spotykano w sekcji zwłok, ale procent ten wzrósł do 10-15% na początku XX wieku. Liczba przypadków znanych w literaturze medycznej w 1912 wyniosła tylko 374 przypadki na całym świecie. Badanie wśród brytyjskich lekarzy przeprowadzone w latach 1950. jako pierwsze dostarczyło dobry dowód na związek pomiędzy paleniem a rakiem płuca.
Radon powiązano z rakiem płuca po raz pierwszy w związku z przypadkami wśród górników z Rudaw niedaleko Schneebergu w Saksonii. Wydobywano tam srebro od 1470, jednakże złoża są bogate w uran i rad, w chodnikach jest wysokie stężenie radonu. U górników rozwijała się nieproporcjonalna liczba chorób płuc, które zostały ostatecznie rozpoznane jako rak w latach 1870. Około 75% górników zmarło z powodu raka płuc. Pomimo odkrycia kontynuowano wydobycie do lat 1950 z powodu zapotrzebowania ZSRR na uran.

## Klasyfikacja ICD10
| kod ICD10     | nazwa choroby                                     |
| ------------- | ------------------------------------------------- |
| ICD-10: C34   | Nowotwór złośliwy oskrzela i płuca                |
| ICD-10: C34.0 | oskrzele główne                                   |
| ICD-10: C34.1 | płat górny płuca lub oskrzele płatowe górne       |
| ICD-10: C34.2 | płat środkowy płuca lub oskrzele płatowe środkowe |
| ICD-10: C34.3 | płat dolny płuca lub oskrzele płatowe dolne       |
| ICD-10: C34.8 | zmiany przekraczające granice oskrzela i płuca    |
| ICD-10: C34.9 | oskrzele lub płuco, nieokreślone                  |